# Anni Holdmann
Anni Holdmann (Hamburgo, Alemania, 28 de enero de 1900-2 de noviembre de 1960) fue una atleta alemana, especialista en la prueba de 4 x 100 m en la que llegó a ser medallista de bronce olímpica en 1928.

## Carrera deportiva
En los JJ. OO. de Ámsterdam 1928 ganó la medalla de bronce en los relevos 4 x 100 metros, con un tiempo de 49.0 segundos, llegando a meta tras Canadá que batió el récord del mundo con 48.4 segundos, y Estados Unidos (plata con 48.8 segundos), siendo sus compañeras de equipo: Leni Junker, Rosa Kellner y Leni Schmidt.